# Notalina salina
Notalina salina är en nattsländeart som beskrevs av Stclair 1991. Notalina salina ingår i släktet Notalina och familjen långhornssländor. Inga underarter finns listade i Catalogue of Life.